# Gadhimai
Gadhimai (Nepali गढिमाई) ist eine Stadt im mittleren Terai Nepals im Distrikt Bara. 
Die Stadt entstand 2014 durch Zusammenlegung der Village Development Committees (VDCs) Chhata Pipra, Dumbarwana, Fattepur, Jitpur Bhawanipur und Pipara Simara. Die Stadt ist nach der Göttin Gadhimai benannt. 
Sie liegt 15 km nordnordöstlich von Birganj am Fuße der Siwaliks.
Die Fernstraße Tribhuvan Rajmarg (H2) von Birganj nach Kathmandu verläuft durch Gadhimai. Die Stadt besitzt einen Flugplatz, den Simara Airport. 
Das Stadtgebiet umfasst 153,93 km².

## Einwohner
Bei der Volkszählung 2011 hatten die VDCs, aus welchen die Stadt Gadhimai entstand, 83.367 Einwohner (davon 41.797 männlich) in 15.959 Haushalten.